# Mejna kontrola
Mejna kontrola so ukrepi, ki jih država izvaja za spremljanje ali urejanje njenih meja. Mejna kontrola je vzpostavljena za nadzor gibanja ljudi, živali in blaga v državi in izven nje. Za opravljanje mejne kontrole se običajno oblikujejo specializirane vladne agencije. Takšne agencije lahko poleg drugih funkcij opravljajo tudi različne funkcije, kot so carina, priseljevanje, varnost, karantena. Uradne oznake, sodba oblast in strukture poveljevanja teh agencij se precej razlikujejo.

## Zgodovina
Mejna kontrola se je občasno izvajala šele po prvi svetovni vojni

## Funkcije
Mejna kontrola obstaja za:
- urejanje priseljevanja (zakonito in nezakonito)
- nadzor gibanja državljanov
- opravljanje carinske funkcije
  - pobiranje trošarin
  - preprečevanje tihotapljenja drog, orožja, ogroženih vrst, ljudi in drugega nezakonitega ali nevarnega materiala ali preprečevanje, da bi storilci kaznivih dejanj nemoteno potovali oz. prečkali mednarodne meje.
  - nadzorovanje nad širjenjem človeških ali živalskih bolezni (glej tudi karanteno) [2]

## Posebne zahteve
Stopnja strogosti mejne kontrole je odvisna od države in zadevne meje. V nekaterih državah je lahko nadzor usmerjen na potnikov nacionalni izvor ali druge države, ki so bile obiskane. Nekateri bodo morda morali biti prepričani, da je potnik plačal ustrezne pristojbine za svoje vizume in da so prihodnja potovanja načrtovana iz države. Drugi pa se lahko osredotočijo na vsebino potovalne prtljage in uvoženo blago, da zagotovijo, da se ne prenaša nič, kar bi lahko v državo prineslo tveganje biološke varnosti.
Med državami na Schengenskem območju je kontrola na notranjih mejah pogosto skoraj neopazna in se pogosto izvaja samo z naključnim iskanjem avtomobila ali vlaka v zaledju, medtem ko se kontrola na mejah s tretjimi državami izvaja dosledno.
V notranji meji v suvereni državi včasih obstajajo mejne kontrole. Na primer, v Ljudski republiki Kitajski so mejne kontrole na mejah med celino in posebnimi upravnimi regijami Hongkonga in Makao. Vse osebe morajo svoj potni list ali druge vrste potnih listin predložiti ob prehodu meje. Na primer, za stalne prebivalce Hongkonga, ki so kitajski državljani, morajo predložiti stalno prebivališče Hongkonga in dovoljenje za vrnitev domov za prečkanje meje. Drug primer so malezijske države Sabah in Sarawak, od katerih ima vsaka ločeno mejno kontrolo. Tudi Norveška izvaja kontrolo potnih listin, ko potujejo osebe med celinsko Norveško in otočjem Spitsbergi, ki je ne-Schengensko območje. Tak primer je tudi potovanje med Guamom in ostalimi Združenimi državami, saj Guam ni opredeljen kot del območja priseljevanja Združenih držav.

## Neformalna mejna kontrola
V nekaterih primerih lahko države uvedejo kontrole, ki delujejo kot mejne kontrole, vendar niso zakonite mejne kontrole in jih vladne agencije ne izvajajo. Običajno jih izvajajo in organizirajo zasebna podjetja na podlagi zakona, ki jih morajo preveriti, ali potniki ne potujejo v določeno državo, če jim ni dovoljeno. Takšni nadzor lahko začne veljati v eni državi na podlagi zakonodaje druge države. Tudi če niso mejne kontrole, delujejo kot taki. Najpomembnejši primer so letalske družbe, ki preverjajo potne liste in vizume, preden se potnikom omogoči vkrcanje na letalo. Tudi za nekatere potniške čolne se tak pregled opravi pred vkrcanjem.